# Athalia (Händel)

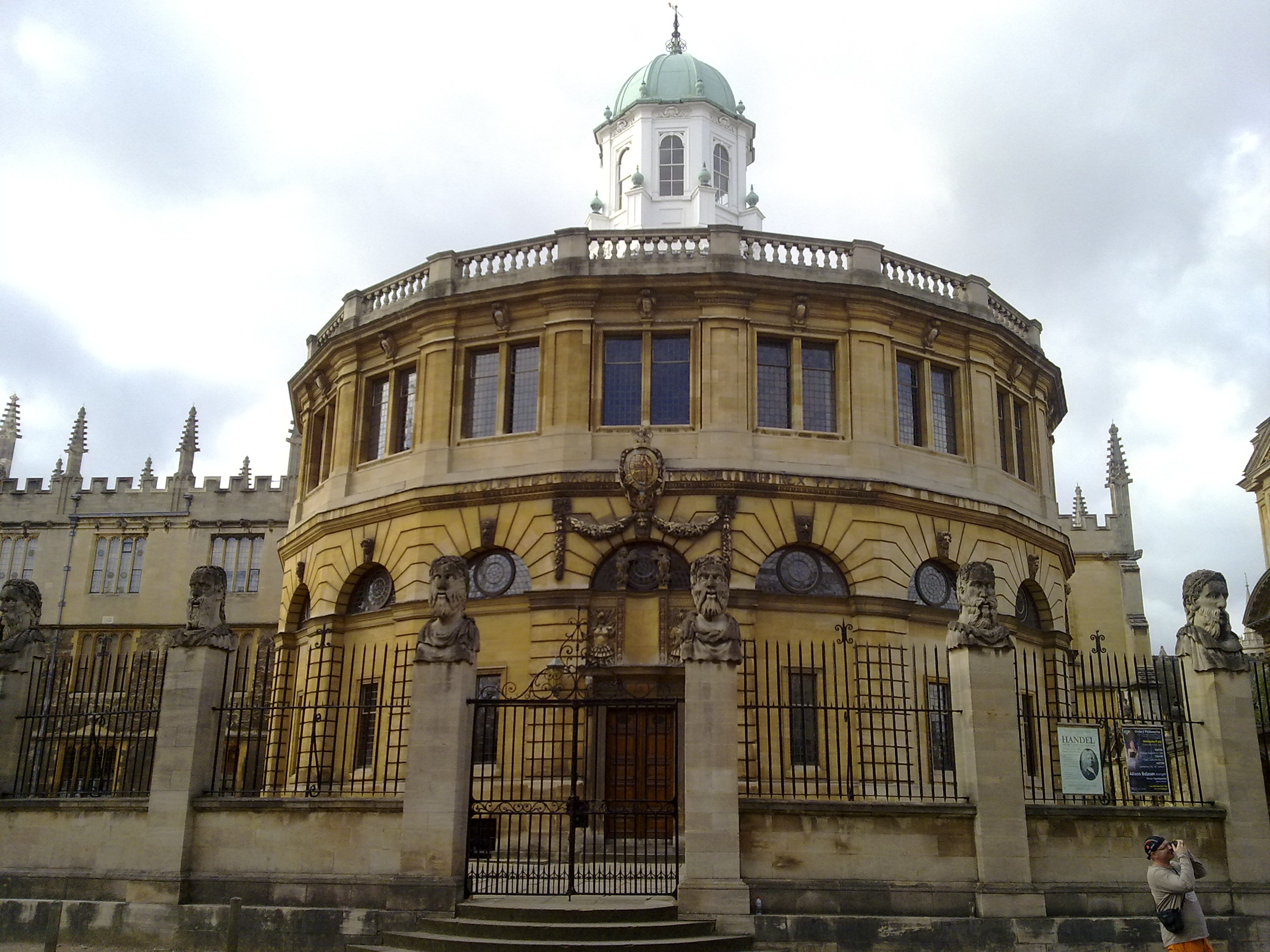
Sheldonian Theatre, Oxford, dove Athalia fu eseguito per la prima volta.

Athalia (HWV 52) è un oratorio in inglese composto da Georg Friedrich Händel su un libretto di Samuel Humphreys basato sulla tragedia Athalie di Jean Racine. Il lavoro era stato commissionato nel 1733 per il Publick Act di Oxford – una cerimonia di inizio dei collegi locali, uno dei quali aveva offerto Handel un dottorato onorario (un onore che rifiutò). La storia è basata su quella della regina biblica Athaliah.
Athalia, terzo oratorio di Händel in lingua inglese, è stato completato il 7 giugno 1733 ed eseguito la prima volta il 10 luglio 1733 presso lo Sheldonian Theatre di Oxford. «The Bee» (14 luglio 1733) riferì che la prestazione era stata "eseguita con grandissimi applausi, ed [era] considerata pari ai più celebrati tra gli spettacoli di quel gentiluomo: erano presenti 3700 persone".
Athalia debuttò a Londra il 1º aprile 1735 al teatro Covent Garden con un cast d'eccezione che con Cecilia Young nel ruolo di protagonista includeva un gruppo tra i cantanti favoriti di Händel. La celebre voce bianca solista William Savage cantava la parte di "Joas". Händel fu così colpito dalla sua interpretazione che per lui aggiunse espressamente la parte virtuosistica di "Oberto" nell'Alcina, rappresentata il 16 aprile dello stesso anno sempre al Covent Garden.

## Ruoli
| Ruolo                                                                      | Voce         | Cast di Oxford 1733 | Cast di Londra 1735 |
| -------------------------------------------------------------------------- | ------------ | ------------------- | ------------------- |
| Athalia, Baalita Regina di Giuda e figlia di Jezebel                       | soprano      | Mrs. Wright         | Cecilia Young       |
| Josabeth, Moglie di Joad                                                   | soprano      | Anna Maria Strada   | Anna Maria Strada   |
| Joas, Re di Judah                                                          | voce bianca  | Master Goodwill     | William Savage      |
| Joad, Alto sacerdote                                                       | contraltista | Walter Powell       | Giovanni Carestini  |
| Mathan, Sacerdote di Baal, precedentemente un prete Giudeo                 | tenore       | Phillip Rochetti    | John Beard          |
| Abner, Capitano delle forze di Giuda                                       | basso        | Gustavus Waltz      | Gustavus Waltz      |
| Coro of Young Virgins, Chorus of Israelites, Chorus of Priests and Levites |              |                     |                     |
| Coro of Attendants, Chorus of Sidonian Priests                             |              |                     |                     |

## Trama

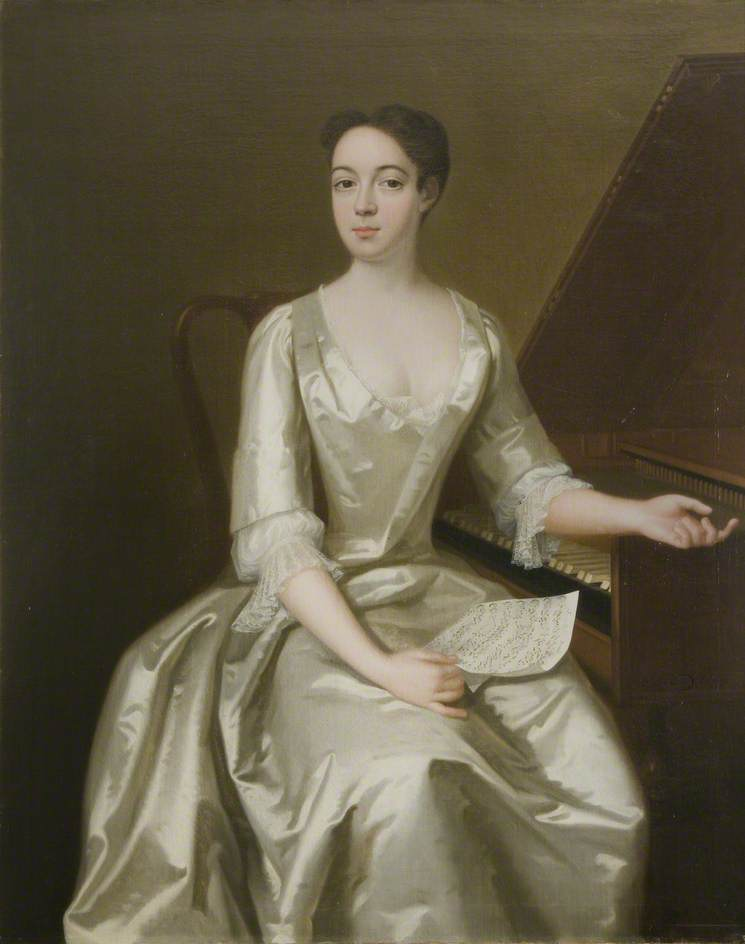
Anna Maria Strada, prima interprete del ruolo di Josabeth, Johannes Verelst 1732

Athalia, figlia del re Ahab di Israele e della regina Jezebel, era stata sposata con Jehoram, re di Giuda. Dopo la morte del marito, Athalia, decisa a sradicare la linea ereditaria ebraica dei re della stirpe di Davide, aveva fatto uccidere, o almeno ne era convinta, tutti gli eredi al trono. Si insediò sul trono e governò Giuda ella stessa, e cominciò a indirizzare il paese al culto idolatrico di Baal al posto del Dio di Israele. Il piccolo Joas, tuttavia, legittimo erede al trono, era stato salvato dalla morte da Joad, Sommo Sacerdote e sua moglie Josabeth lo aveva cresciuto come un proprio figlio sotto il nome di "Eliakim".

### Atto 1
Nel tempio, durante una festa religiosa, il popolo ebraico offre le sue preghiere a Dio. Il Sommo Sacerdote Joad deplora la blasfemia della regina Athalia che tenta di costringere al culto di Baal. Tutti si uniscono in preghiera per la liberazione dal suo dominio tirannico. A palazzo, la regina è disturbata da un sogno che ha avuto di un giovane ragazzo vestito come un prete ebreo che le immerge il pugnale nel cuore. Il gran sacerdote di Baal, Matham, la tranquillizza dicendo che è solo un sogno ma le suggerisce di cercare nel Tempio. Abner, capitano delle guardie, fedele al Dio di Israele, va al tempio per avvertire della ricerca imminente, mentre Joad il sommo sacerdote e sua moglie Josabeth si stanno preparando per rivelare alla nazione che il ragazzo "Eliakim", che hanno cresciuto come proprio figlio, è in realtà Joas, discendente di Davide e legittimo re. Josabeth è allarmata e abbattuta alla notizia della ricerca, ma il marito le dice di confidare in Dio.

### Atto 2
Il popolo ebraico nel Tempio offre magnifici canti di lode a Dio. Athalia entra ed è allarmata nel riconoscere in "Eliakim" l'immagine stessa del bambino che l'ha accoltellata in sogno. Ella interroga il ragazzo e quando lui le dice che è un orfano, lei gli offre di adottarlo, ma lui respinge con orrore l'idea di tale stretta connessione con un idolatra come lei. Athalia è furibonda e se ne va, giurando che avrà il bambino comunque. Ancora una volta Josabeth, vicina alla disperazione, è consigliata da Joad di confidare in Dio. Il coro commenta che i colpevoli saranno sicuramente puniti.

### Atto 3

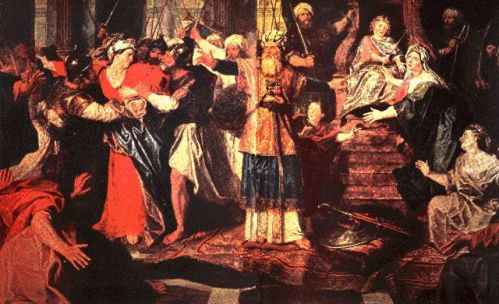
Athaliah Expelled from the Temple by Antoine Coypel

Joad, ispirato da Dio, profetizza la caduta di Athalia. Lui e Josabeth spiegano al ragazzo "Eliakim" che lui è in realtà Joas, legittimo re, e lo incoronano, con grande applausi del popolo. Athalia entra, chiedendo che il ragazzo le sia consegnato e quando viene a sapere che è stato incoronato, ordina che il tradimento sia punito, ma i suoi soldati hanno tutti disertato da lei. Anche Matham, Gran Sacerdote di Baal, dichiara che il Dio di Israele ha trionfato. Athalia sa che è condannata, ma va incontro alla morte dichiarando che cercherà la vendetta anche dalla tomba. Tutti lodano il re legittimo e il vero Dio.

## Tema del libretto

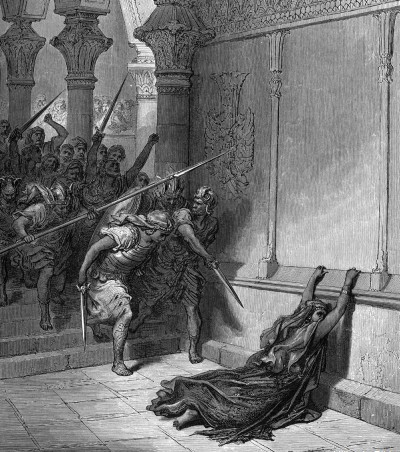
La morte di Athalia di Gustave Doré

La storia biblica di Athalia, con il suo racconto che vede deporre una regina usurpatrice e tirannica, fu utilizzato dai sostenitori della causa Giacobita come giustificazione per il ripristino della monarchia Stuart. Oxford era allora un centro di potere della Chiesa e il sentimento giacobita, che indirizzò nella scelta del tema per questo oratorio, da un sostenitore della monarchia di Hannover come Händel sembra strano ad alcuni scrittori. Tuttavia il libretto di Samuel Humphreys altera il testo originale di Racine, ponendo grande enfasi sulla rimozione dell'"idolatria" dalla terra, chiaramente riferendosi alla rimozione dell'influenza cattolica, ed è quindi favorevole alla monarchia protestante di Hannover. Il tema dell'oratorio era probabilmente una scelta consapevole da parte di Händel di un soggetto che piacesse ai sostenitori giacobiti di Oxford senza essere sleale ai suoi mecenati Hannover.

## Caratteristiche musicali
La partitura è scritta per archi, 2 flauti dolci (o flauti), 2 oboi, 2 fagotti, 2 corni, 2 trombe, timpani e gli strumenti del basso continuo. Athalia mostra flessibilità e originalità nella struttura, da parte di Händel, combinando gli assoli con il coro in forme nuove. La vivace sua caratterizzazione attraverso la musica ha contribuito al suo immenso successo al suo debutto.

## Registrazioni
| Anno | Cast:Athalia, Josabeth, Joad, Joas, Mathan, Abner                                                            | Direttore, orchestra e coro                                                 | Etichetta                        |
| ---- | --- | --------------------------------------------------------------------------- | -------------------------------- |
| 1986 | Joan Sutherland, Emma Kirkby, James Bowman, Aled Jones, Anthony Rolfe Johnson, David Thomas                  | Christopher Hogwood Academy of Ancient Music e Coro del New College, Oxford | CD:Decca Cat:475 6731 dc8        |
| 1998 | Elisabeth Scholl, Barbara Schlick, Annette Reinhold, Friederike Holzhausen, Markus Brutscher, Stephan McLeod | Joachim Carlos Martini Frankfurt Baroque Orchestra and Junge Kantorei       | CD:Naxos Records Cat:8.554364-65 |
| 2005 | Simone Kermes, Olga Pasichnyk, Martin Oro, Trine Wilsberg Lund, Thomas Cooley, Wolf Matthias Friedrich       | Peter Neumann Collegium Cartusianum and Kölner Kammerchor                   | CD:MDG Cat:332 1276-2            |
| 2010 | Geraldine McGreevy, Nuria Rial, Lawrence Zazzo, Aaron Mächler, Charles Daniels, David Wilson-Johnson         | Paul Goodwin Kammerorchester Basel and Vocalconsort Berlin                  | CD:Deutsche HM Cat:88697723172   |